# Мигуны (Лидский район)
Мигуны (бел. Мігуны́) — деревня в Лидском районе Гродненской области Беларуси. Входит в состав Дворищанского сельсовета.

## География
Пролегает дорога Н-7485.
Ближайшие населённые пункты Гимбуты, Мейлуны, Эйтуны и др.

## История
С 1904 года в Жирмунской волости Лидского уезда Виленской губернии Российской империи.
До 11 января 1966 года деревня входила в состав Трокельского сельсовета Вороновского района

## Население

### Численность
- 2009 год — 39 жителей

### Динамика
- 1904 год — 225 жителей[2]
- 1999 год — 77 жителей (перепись населения)
- 2009 год — 39 жителей (перепись населения)[2]